# زمردی پولک‌یاقوتی
زمردی پولک‌یاقوتی (نام علمی: Chionomesa lactea) یک گونه مگس‌مرغ است که در ونزوئلا، پرو، بولیوی و برزیل از جنوب آمازون تا سانتا کاتارینا وجود دارد. سوابق نامشخصی از شرق اکوادور وجود دارد. نر و ماده هر دو دارای سینه و چانه آبی «یاقوتی» روشن و شکم سبزآبی با نوار سفید مشخص هستند. نوک تقریباً مستقیم با فرانوک سیاه و فرونوک صورتی است. این زمردی در حاشیه جنگل‌ها، مناطق کوهستانی و باغ‌ها در مناطق شهری یافت می‌شود.
در پشت اسکناس ۱- رئال برزیل، آن روی کرانه رودخانه به تصویر کشیده شده‌است.